# Górakhnáth
Górakhnáth, másképp: Góraksa, Góraksanáth, Góraksanátha (szanszkrit: गोरक्ष Gorakṣa, hindi: गोरखनाथ Goraknath) indiai jógi, akit a Hatha-jóga alapítójának tartanak. 
Górakhnáth a nátha tantrizmust gyakorolta valószínűleg a 11. században. A náth hindu szerzetesi mozgalom létrehozója volt. Követőit kánphata vagy darshani jógiknak is nevezik. Életéhez számos legendát kötöttek. 
Irányzatának követői a jóga gyakorlásán keresztül mágikus és okkult erők birtoklásába kívántak jutni (sziddhi). Általános vélemény szerint tőle ered a hatha-jóga, s a Kánphata jógi-rendet is ő alapította, melynek tagjait górakhnáthiknak is nevezik. 
Kánphata: fül + repedés: beavatásuk után nehéz fülbevalókat viselnek. 
Két szanszkrit nyelvű művet tulajdonítanak neki :
- Sziddha sziddhánta paddhati
- Góraksa sataka

A Váránaszitól északra fekvő Gorakhpur várost róla nevezték el. Itt töltötte élete utolsó napjait, mielőtt a Himalájába vonult.